# Breitenhees
Breitenhees ist ein Ortsteil der Gemeinde Wrestedt in der Samtgemeinde Aue im niedersächsischen Landkreis Uelzen.

## Geografie und Verkehrsanbindung
Der Ort liegt südwestlich des Kernortes Wrestedt und südlich von Uelzen. 
Fünf Kilometer nordöstlich von Breitenhees erstreckt sich das 283 ha große Naturschutzgebiet Bornbachtal, das vom Bornbach durchflossen wird.
Im Ort mündet die B 4 in die B 191. Der Elbe-Seitenkanal verläuft 10 km östlich.